# Rio Zoraxocorezá
Rio Zoraxocorezá är ett vattendrag i Brasilien.   Det ligger i delstaten Mato Grosso, i den centrala delen av landet, 1 200 km väster om huvudstaden Brasília.
I omgivningarna runt Rio Zoraxocorezá växer i huvudsak städsegrön lövskog. Trakten runt Rio Zoraxocorezá är nära nog obefolkad, med mindre än två invånare per kvadratkilometer.